# The Low Spark of High Heeled Boys
The Low Spark of High Heeled Boys är ett musikalbum av Traffic som lanserades 1971 på Island Records. Albumet blev ingen större framgång i Europa, medan det i USA blev en succé och sedermera har sålt plataina. Steve Winwood, Chris Wood och Jim Capaldi hade 1970 fått ett stort genombrott i USA med albumet John Barleycorn Must Die, och vid tidpunkten för detta albums inspelning hade gruppen utökats med Ric Grech, Jim Gordon, och Reebop Kwaku Baah.

## Låtlista
1. "Hidden Treasure" – 4:16
2. "The Low Spark of High Heeled Boys" – 12:10
3. "Light Up or Leave Me Alone" (Jim Capaldi) – 4:55
4. "Rock 'n' Roll Stew" (Ric Grech, Jim Gordon) – 4:29
5. "Many a Mile to Freedom" (Steve Winwood, Anna Capaldi[4]) – 7:26
6. "Rainmaker" – 7:39

## Listplaceringar
- Billboard 200, USA: #7[2]
- Tyskland: #48[3]